# Arnoldus Buchelius
Arnoldus Buchelius, auch Aernout van Buchel (* 18. März 1565 in Utrecht; † 15. Juli 1641 ebenda) war ein niederländischer Humanist, Jurist, Altertumsforscher („Antiquar“), Genealoge und Heraldiker.

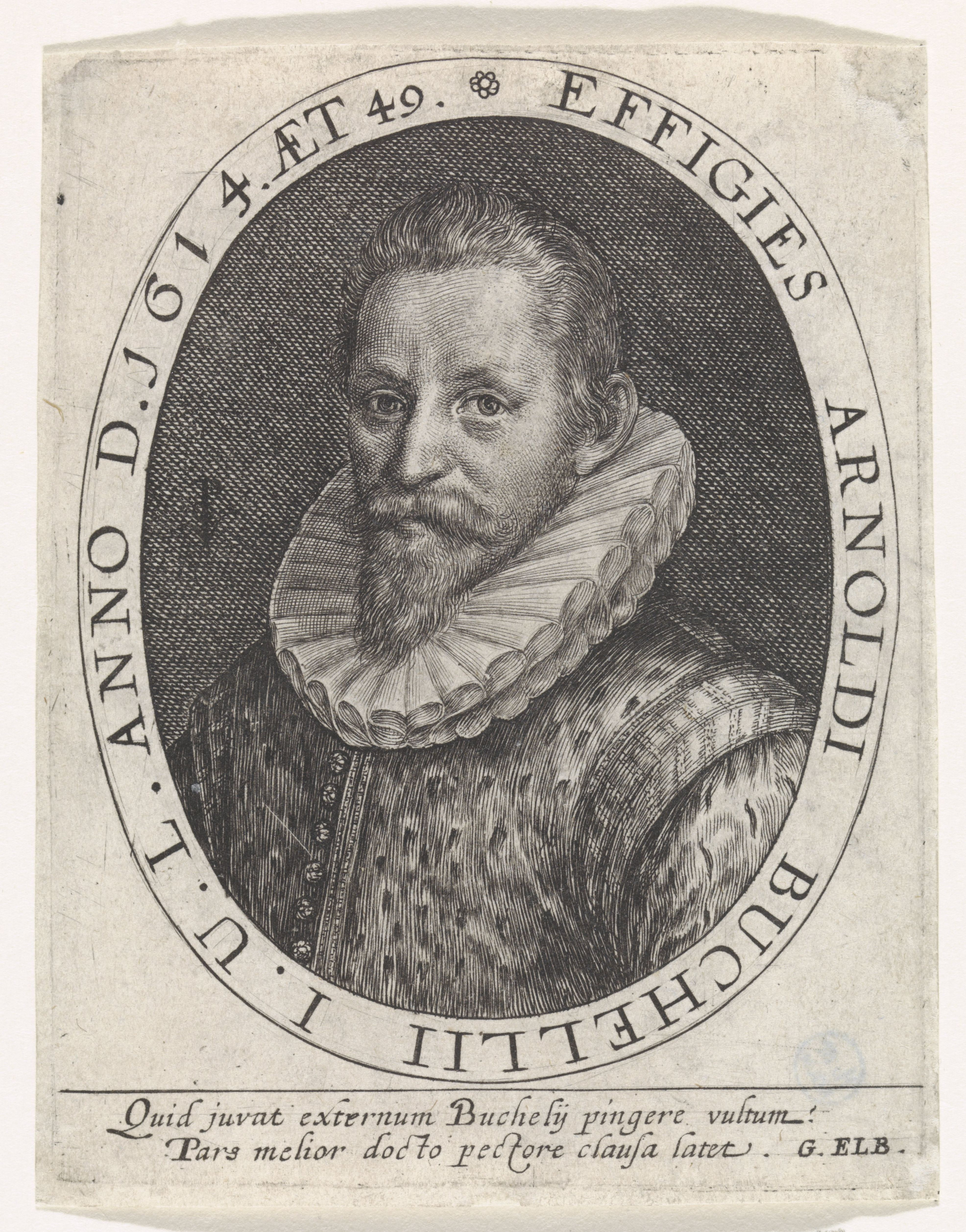
Arnoldus Buchelius im Alter von 49 Jahren, Kupferstich von Crispin de Passe d. Ä., 1614.

## Leben
Buchelius stammt ausweislich seines Wappens und verschiedener Notizen in seinen Tagebüchern aus der Kölner Ritterfamilie Büchel, die ihren Stammsitz in einen Hof auf dem Büchel (noch heute im Straßennamen „Krummer Büchel“ erhalten) am Großen Griechenmarkt 6 (früher „Aufm Kronen-Büchel 2“, Nro. 6567) hatte. Die Familie „van dem Buchel“, in den Kölner Schreinsbüchern auch lateinisch „de Monticulo“ oder „de Cumulo“, ist seit dem 12. Jahrhundert belegt. Sie war im Köln-Bonn-Godesberger Raum reich begütert.
Buchelius’ Großvater Edmund von Buchell (um 1463–1546) war aus der Nähe von Köln, nach Arnolds Vermutung aus Bocklemünd oder aus Düren, nach Holland übersiedelt und Drost von Büren und Beusichem in Gelderland gewesen.
Arnoldus Buchelius war das uneheliche, 1585 legitimierte Kind des Aerent van Buchell (1505–1573), Kanoniker des Stiftes St. Peter in Utrecht, und der Britta (Brigitta) Jansdr. († nach 1594), Tochter des Rektors Johan (Jan) Evertsz. van Limburg (Lijmberich) († 1554) der Lateinschule in Kampen. Johan Evertsz., der auch als Drucker und Buchbinder arbeitete, druckte den Bericht des Dominikanerpriors Laurens Laurensen (um 1495–1553) über das Oldersumer Religionsgespräch von 1526 und andere Schriften. Arnoldus Buchelius' Mutter heiratete zwischen 1565 und 1569 den Landvermesser Johan Adriaensz. Ruysch († 1589). Von Oktober 1569 bis 1571 floh die Familie vor den spanischen Truppen aus Utrecht nach Gorinchem.
| Vorfahren des Arnoldus Buchelius | Vorfahren des Arnoldus Buchelius                                                                                       | Vorfahren des Arnoldus Buchelius                                                                                                  | Vorfahren des Arnoldus Buchelius                                         | Vorfahren des Arnoldus Buchelius                                   | Vorfahren des Arnoldus Buchelius | Vorfahren des Arnoldus Buchelius |
| -------------------------------- | --- | --- | ------------------------------------------------------------------------ | ------------------------------------------------------------------ | -------------------------------- | -------------------------------- |
| Urgroßeltern                     | Johann von Buchell d. Ä. (* um 1420/30; † nach 1466) ⚭ vor 1450 Agnes von Stromberg (* um 1420/30; † nach 1466)        | Arent Janszoon van Zuijlen (um 1465–1518), Herr von Blasenburg ⚭ um 1490 Zwederina van Culemborg (* um 1465), Dame von Essenstein | Evert (Everhard) Jorijszoon [van Limburg] († 1548) ⚭ Barbara N. († 1534) | [Pieter] N. ⚭ N.N.                                                 |                                  |                                  |
| Großeltern                       | Edmund von Buchell (um 1463–1546), Herr von Crayestein ⚭ um 1502 Judith von Zuylen (um 1490–1548), Dame von Blasenburg | Edmund von Buchell (um 1463–1546), Herr von Crayestein ⚭ um 1502 Judith von Zuylen (um 1490–1548), Dame von Blasenburg            | Johan Evertszoon van Limburg († 1554) ⚭ Geertge Pieters                  | Johan Evertszoon van Limburg († 1554) ⚭ Geertge Pieters            |                                  |                                  |
| Eltern                           | Aerent van Buchell (1505–1573) oo Britta Jansdochter († nach 1594)                                                     | Aerent van Buchell (1505–1573) oo Britta Jansdochter († nach 1594)                                                                | Aerent van Buchell (1505–1573) oo Britta Jansdochter († nach 1594)       | Aerent van Buchell (1505–1573) oo Britta Jansdochter († nach 1594) |                                  |                                  |
| Arnoldus Buchelius (1565–1641)   | | |                                                                          |                                                                    |                                  |                                  |

Buchelius besuchte die Lateinschulen in Utrecht und Arnheim und studierte ab 1583 zusammen mit seinem Schulfreund Johan de Witt (1565–1622; Schepen der Stadt Dordrecht, Schatzmeister von 1611 bis 1619; nicht zu verwechseln mit dessen bedeutenden gleichnamigen Verwandten Johan de Witt) in Leiden. Er war Schüler von Justus Lipsius (1547–1606) und Hugo Donellus (1527–1591). Von 1584 bis 1585 besuchte er die Universität Douai. Von Juni 1585 bis 1586 studierte Buchelius an der Sorbonne oder am Collegium Trilingue in Paris. Dort lernte er unter anderen Jean Dorat (1508–1588), André Thevet (1516–1590) oder Paul Melissus (1539–1602) kennen und hörte Giordano Bruno (1548–1600).
1586 bis 1587 war er in Utrecht. 1587 reiste er über Amsterdam, Bremen, Kassel, Frankfurt am Main, Heidelberg und Speyer nach Köln zu seinem Onkel Hubert van Buchell (1513–1599), einen ehemaligen Kanoniker des Utrechter Marienstifts.

Hubert van Buchell (1513–1599), Porträt von 1574 mit Familienwappen

Nach einem dreimonatigen Aufenthalt in der Domstadt reiste Buchelius im Herbst 1587 zusammen mit den Buchdruckern Maternus Cholinus (1528–1588), Arnold Mylius (1540–1604), Johann Gymnich III. (1547–1606) und anderen Personen per Schiff zur Frankfurter Buchmesse, von dort über Ulm, Augsburg (ab hier der „Via Romea“ folgend), Partenkirchen, Innsbruck, Brixen, Trient und Bozen nach Italien. Über Padua, Venedig und Ravenna gelangte er Ende des Jahres nach Rom. Auf der Reise durch Italien, zu der auch ein dreiwöchiger Abstecher nach Neapel gehörte, machte Buchelius Aufzeichnungen über römische Ruinen, Inschriften und Kunstwerke (Iter Italicum, Editio princeps 1901). 1588 kehrte er über Siena, Florenz, Bologna, Padua, den Brennerpass, Augsburg, Mainz, Bacharach, Koblenz und Köln über Ruhrort, Duisburg, Orsoy, Wesel, Rees, Emmerich und Arnheim nach Utrecht zurück.
1590 bis 1591 war Buchelius Sekretär des Grafen Walraf III. von Brederode-Kloetinge († 1614), Herr von Vianen, in Den Haag. In dieser Zeit besuchte er mehrmals die Maler Hendrick Goltzius (1558–1616/17) in Haarlem und Jakob de Gheyn II. (um 1565–1629) in Amsterdam. 1591 bis 1592 trat Buchelius in den Dienst des Grafen Johann (Jan) van Horne (1531–1606), Herr von Boxtel und Gouverneur von ’s-Hertogenbosch, mit dem er 1591 eine zweite Reise nach Deutschland unternahm. Die Reise führte über dieses Mal über Vegesack, Bremen, Verden, Hannover, Einbeck, Münden, Kassel, Fritzlar nach Treysa und ab hier - der „Brabanter Straße“ folgend – über Kirchhain, Marburg, Gladenbach, Dillenburg, Haiger, Siegen, Denklingen, Overath und Deutz nach Köln. Nach einem längeren Aufenthalt in Köln reisten Buchelius und Graf von Brederode über Mülheim, Düsseldorf, Ratingen und Broich nach Duisburg, wo sie wieder einen längeren Aufenthalt einlegten. Von dort ging es über Wesel, Rees, Griethausen, Emmerich und Schenkenschanz nach Arnheim.
Am 6. Februar 1592 erwarb Buchelius in Leiden das Lizenziat der Rechtswissenschaft mit einer Disputation über den Leihvertrag in den Digesten des Corpus iuris civilis (D. 13,6). Anschließend wurde er Hofgerichtsadvokat in Utrecht. 1597 besuchte Buchelius dreimal Delft, wo die Schwester seiner Frau, Geertruid van Voorst, mit dem Arzt Aelius Everardus Vorstius (1565–1624) verheiratet war. Sein Schwager Vorstius war Leibarzt der dort im Exil lebenden Gräfin von Moers, Anna Walburga von Neuenahr (1522–1600).
Bei einem letzten Besuch in Köln 1599 bis 1600 regelte Buchelius Erbschaftsangelegenheiten als Testamentvollstrecker seines verstorbenen Onkels Hubert van Buchell, der sein Vermögen „den Armen“ hinterlassen hatte.
1611 starb Buchelius' einziger Sohn. 1617 besuchtem Buchelius und seine Frau Groningen und Emden, kurz nach der Rückkehr starb auch sein Stiefsohn Jakob van der Voort.
Buchelius war 1619 bis 1621 „Bewindhebber“ (Vorsteher) der Kammer Amsterdam der Oostindischen Compagnie, 1622 bis 1624 und 1626 bis 1628 „Ouderling“ (Presbyter) der reformierten Gemeinde in Utrecht und 1623 bis 1629 einer der Regenten (Vorsteher) des Utrechter Zuchthauses. In dieser Zeit förderte er den „Stern von Utrecht“, die gelehrte junge Frau van Schürmann in ihren Studien.
Arnoldus Buchelius wurde in der Geertekerk (Gertrudenkirche) in Utrecht begraben.

## Familie

Claesken van Buchel, Porträt von Paulus Moreelse (1610)

Nach einigen amourösen Affairen, über die er freimütig berichtet, heiratete Buchelius am 8. Mai 1593 in der Utrechter Geertekerk Claesje (Nicolaasje) van Voorst (1564–1644), die Witwe (⚭ 1587) des Stadtrates Valentijn van der Voort († 1591), Tochter des Zinngießers und Kaufmanns Cornelis van Voorst (um 1530 – nach 1585) und der Petronella van Overmeer (um 1535–1581), Kusine seines Freundes Johannes de Witt. Claesje brachte einen vierjährigen Sohn Jakob van der Voort (* um 1589; † um 1617) mit in die Ehe. 1594 wurde der gemeinsame Sohn Aernt (1594–1611) geboren.
Arnoldus Buchelius hatte aus früheren Beziehungen seines Vaters einen Halbbruder, den Schuster Melchior Aertsz., und eine Halbschwester Geertruid (um 1540–1616), die 1561 Dirk de Lange heiratete, sowie die beiden Schwestern Johanna (1561–1574) und Maria (1562–1565), die 1589 Jacob Queeckel aus Dordrecht heiratete.

## Werk und Bedeutung
Buchelius stand in regelmäßigen Briefwechsel unter anderem mit Johannes de Witt (1565–1622), Joseph Justus Scaliger (1540–1609), Paul Merula (1558–1607), Petrus Scriverius (1576–1660), Daniel Heinsius (1580–1655), Philipp Clüver (1580–1622), Johannes Isaksz. Pontanus (1571–1639), Gerhard Johannes Vossius (1577–1649), Johannes de Laet (1581–1649), Samuel Ampzing (1590–1632), Aubert Miraeus (1573–1640), Pieter Cornelisz. Bockenberg (1548–1617), Jan van Beverwijk (Beverovicius) (1594–1647), Caspar van Baerle (1584–1648), Wouter van Goudhoeven (1587–1636), Aelius Everhardus Vorstius (1565–1624), Adolphus Vorstius (1597–1663), Franciscus Sweertius (1567–1629), Jan Gruter (1560–1627), Gisbert Voetius (1589–1676), Johannes van Meurs (1579–1639), Adriaen Ploos van Amstel (1585–1639), Anna Maria von Schürmann (1607–1678) oder Johann Friedrich Gronovius (1611–1671).

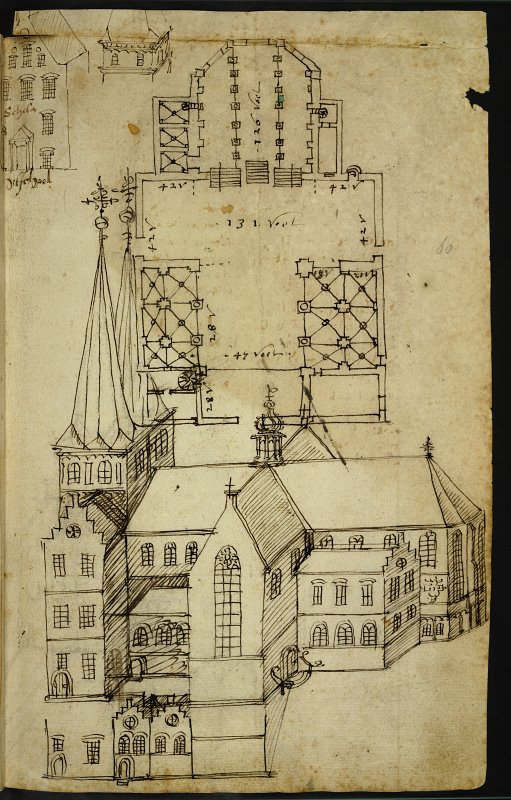
Salvatorkirche in Utrecht, Zeichnung von Arnoldus Buchelius

Als Reaktion auf den calvinistischen Bildersturm begann Buchelius, Texte und Zeichnungen von gefährdeten Gebäuden, Inschriften, Grabsteinen usw. anzufertigen. So sind ihm zum Beispiel eine Zeichnung und eine Beschreibung der 1587 niedergelegten Salvatorkirche in Utrecht oder eine Handzeichnung des verlorenen römischen Grabsteins der Familie der Avillier, der an der Westseite der St.-Ursula-Kirche eingemauert war, und Inschriftenkopien aus Köln zu verdanken. Aus römischen Legionsstempeln und Münzen, die er zusammen mit Johannes de Witt in der Umgebung von Utrecht gefunden hatte, schloss er, dass die Batavier – entgegen einem unter niederländischen Humanisten verbreiteten Mythos – keine freien Verbündeten der Römer waren, sondern die Nordgrenze des Römischen Reiches entlang der römischen Militärlager Arenacum – Vada (von Buchelius mit Wageningen identifiziert) – Grinnes – Batavodorum am Rhein verlief.
Buchelius besuchte auch Deutschland mehrfach und machte zu vielen Städten historische Notizen, insbesondere über Köln, wo er sich vom 5. Juni bis 24. September 1587, von Mitte Mai bis zum 22. Juni 1588, vom 17. Juli bis zum 23. September 1591 und vom 25. August 1599 bis zum 18. Januar 1600 aufhielt, und über Emden, das er 1617 bereiste.

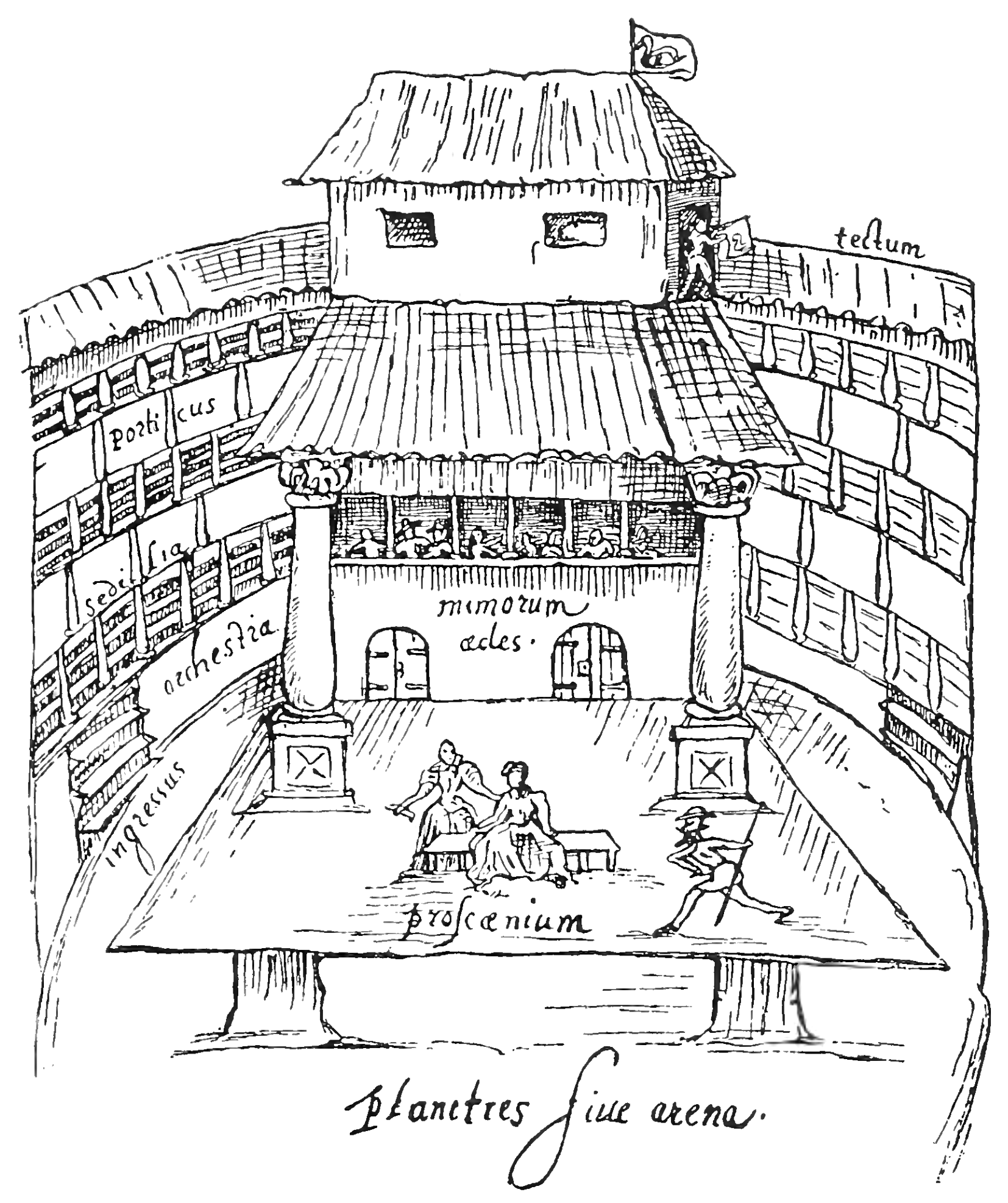
Skizze des Swan Theatre nach Johannes de Witt, Observationes Londinienses, in einer Handschrift von A. Buchelius, um 1596

Nach einer verschollenen Skizze seines Freundes Johannes de Witt fertigte Buchelius um 1596/96 in der Handschrift Adversaria eine Zeichnung des Swan-Theaters in London an, die einen Eindruck von der Innenausstattung eines englischen Renaissance-Theaters zur Shakespeare-Zeit vermittelt.
In den um 1615 entstandenen Monumenta passim in templis ac monasteriis Trajectinae urbis atque agri inventa, beschrieb Buchelius Altertümer in der Provinz Utrecht und einigen Orten ihrer Umgebung wie Kortenhoef, Maarssen, Houten, Maartensdijk, Westbroek, Tienhoven und Breukelen. Die etwa 1625 aufgezeichneten Inscriptiones monumentaque in templis et monasteriis Belgicis inventa sammelten Inschriften aus den Provinzen Utrecht (besonders Amersfoort) und Holland (hauptsächlich Leiden, aber auch Den Haag, Delft, Amsterdam, Rotterdam) und dem Herzogtum Brabant (hauptsächlich Antwerpen, aber auch Löwen und Brüssel).
Religiös entwickelte Buchelius sich im Laufe der Jahre von einem erasmischen Katholiken zu einem orthodoxen Calvinisten. Er hinterließ eine große Bibliothek (eingegangen in die Universitätsbibliothek Utrecht) und eine umfangreiche Kunstsammlung.
Buchelius’ Notizen und Tagebucheinträge sind nicht nur bedeutsam für Archäologie, Kunstgeschichte und Volkskunde, sondern werfen auch einen Blick auf ein multikonfessionelles Alltagsleben in der Zeit der Reformation und Gegenreformation bzw. „der Konfessionalisierung“ in der Frühen Neuzeit in den Niederlanden und anderen europäischen Ländern.

## Darstellung in der Kunst

Arnoldus van Buchel, Porträt von Paulus Moreelse (1610)

Porträts von Arnoldus van Buchel und seiner Frau Claesken van Buchel-van de Voordt aus dem Jahr 1610 von Paulus Moreelse (1571–1638) befinden sich im Centraal Museum Utrecht (Inv.-Nr. 12355 und 12356). Crispin de Passe der Ältere (1564–1637) fertigte 1614 einen Kupferstich von Buchelius an.

## Wappen

Wappen der Kölner Familie Büchel

Drei silberne Kugeln in rotem Feld balkenweise (dargestellt u. a. auf einem Porträt des Hubert van Buchell von 1574 in der Universitätsbibliothek Utrecht), auf dem Helm eine silberne Kugel zwischen zwei roten Adlerflügeln (geschlossener Flug), Helmdecke rot-silber, erwähnt seit 1359. Buchelius berichtete, dass er die Wappen seiner Vorfahren 1587 bei seinem Besuch in Köln unter den Wappen der Stifterfamilien der Minoritenkirche entdeckte.

## Werke
Handschriften
- Monumenta passim in templis ac monasteriis Trajectinae urbis atque agri inventa (um 1615; Rijksarchiv Utrecht, XXVII L 1; Archiv der Abtei St. Lorenz Oostbroek; Digitalisat bei hetutrechtsarchief.nl, abgerufen am 13. Dezember 2020)
- Monumenta quaedam sepulcralia et publica in templis, aliisque locis inventa et descripta, quae in libris observationum ac hactenus descriptorum monumentorum meis non habentur (Rijksarchiv Friesland Leeuwarden, Sammlung Eysinga-Vegelin van Claerberge, Inv.-Nr. 3373; Digitalisat bei  hetutrechtsarchief.nl, abgerufen am 13. Dezember 2020)
- Inscriptiones monumentaque in templis et monasteriis Belgicis inventa (um 1625; Universitätsbibliothek Utrecht, HS. 1648; Digitalisat bei hetutrechtsarchief.nl, abgerufen am 13. Dezember 2020)
- Index librorum in quibus inscriptiones antiquae vel exhibentur vel explicantur (1630; Universitätsbibliothek Utrecht, HS. 1682, Digitalisat, abgerufen am 13. Dezember 2020)
- Ecclesiastica Ultraiectina. Aanteekeningen over kerkelijke zaken en kerkvergaderingen te Utrecht in 1626 tot 1638 naar tijdsorde (1640; Universitätsbibliothek Utrecht Hs. 1053, Digitalisat, abgerufen am 13. Dezember 2020)
- Diarium. Commentarius rerum quotidianarum, in quo, praeter itinera diversarum regionum, urbium oppidorumque situs, antiquitates, principes, instituta, mores, multa eorum quae tam inter publicos quam privatos contingere solent, occurrunt exempla (1560–1599 mit späteren Hinzufügungen; Universitätsbibliothek Utrecht, Hs. 798, Digitalisat, abgerufen am 13. Dezember 2020)
- Diarium itineris mei Coloniensis anno Christi MDCIX (1599–1600; Universitätsbibliothek Utrecht, Hs. 762)
- Notae quotidianae (1619–1639; Universitätsbibliothek Utrecht, Hs. 1827)
- Adversaria de epitaphiis et sepulchris, de templis antiquis; Inscriptiones veteres quaedam; mit Notizen (Blätter 131v-132r) von Johannes de Witt (um 1595–1630; Universitätsbibliothek Utrecht, Hs. 842)

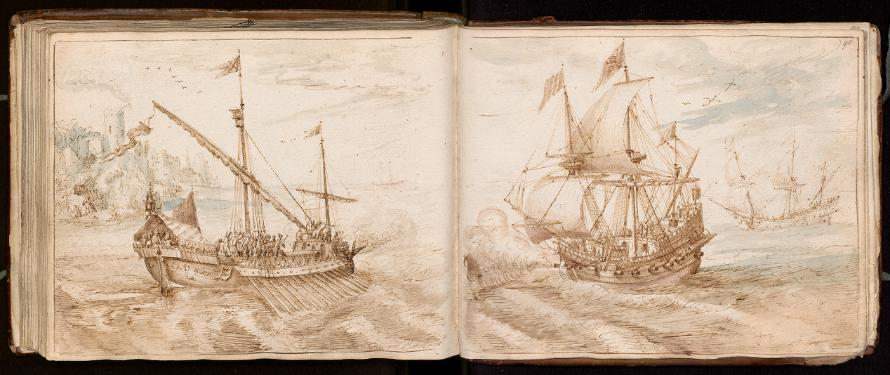
Album Amicorum (Leiden)

- Kurze Autobiografie (Universitätsbibliothek Utrecht, Hs. 1828, Ordner 43)

Gedruckte Texte
- Disputatio ex tit. Dig. de Commodato, 6 Febr. 1593 (Universitätsbibliothek Leiden, ASF 347: 102)
- Beitrag in: Crispin de Passe (Hrsg.): Hortus floridus. Johannes Jansonius, Arnheim 1614
- Nassouischen Oraignien-boom, daer by ghevoecht, de conterfeytsels der voornaemster helden, die ut desen stam ghesproten zijn, die hen in dese vrye-landen ghebruykt hebben = Malus aurantius Nassovicus, continens simulachra heroum ex illustrissi stirpe Nassovica or, quorum consilio et armis libertas Provinciar. Consoed. Belgÿ hactenus conservata et defensa est. Salomon de Roy, Utrecht 1615[30]
- Descriptio Traiectensi Diocesis. In: Johannes de Laet: Belgii confoederati Respublica: seu Gelriae, Holland, Zeland, Traject, Fris, Transisal, Groning, chorographica politicaque descriptio. Elzevir Erben, Leiden 1630, S. 153–175
- Catalogus librorum clarissimi viri D. Arnoldi Buchelii, Jurisconsulti, quorum auctio habebitur Maji die Martis in aedibus defuncti, in platea vulgo (de Camp) dicta hora 8 matutina. Aegidius Roman, Utrecht 1642
- Johannes de Beka, Willem Heda, Arnoldus Buchelius, Petrus Suffridus: Ioannes De Beka Canonicus Ultrajectinus, et Wilhelmus Heda Præpositus Arnhemensis, de Episcopis Ultraiectinis, Recogniti Et Notis Historicis Illustrati Ab Arn. Buchelio Batavo I.C. Accedunt Lamb. Hortensii Montfortii Secessionum Ultraiectinarum Libri, Et Siffridi Petri Frisij Appendix ad Historiam Ultrajectinam. Jan Everdsen van Doorn, Utrecht 1642/43 (Google-Books)
- Arnoldus Buchelius, Nikolaes Heinsius der Ältere: Epitaphia in Joannis Meursii morte. In: Jakob Gronovius: Uberem ingeniorum copiam & varias exercitiorum amoenitates recensens. Pieter van der Aa, Leiden 1701
- Diarium Bd. I, Blätter 4r–52r = Cornelis Anton van Wachendorff, Petrus van Musschenbroek (Hrsg.): Descriptio urbis Rheno-Traiectinae, aliaque, ad res praesertim Traiectinas spectantia; excerpta ex inedito m.s. Arnoldi Buchelii diario. Johannes Altheer, Utrecht 1817
  - (Neuausgabe) Samuel Muller (Hrsg.): Arnoldus Buchelius, Traiecti Batavorum descriptio. In: Bijdragen en Mededeelingen van het Historisch Genootschap, 27, 1906, S. 131–268 (PDF; 4,9 MB, der Utrecht University)
- Monumenta quaedam sepulcralia et publica = Samuel Muller (Hrsg.): Een bezoek te Groningen en Emden, in het jaar 1617. In: Oud-Holland 4 (1886), S. 109–112
- Arnoldus Buchelius, Observationes sub presbyteratu meo (1622–1626), hrsg. von Samuel Muller. In: Bijdragen en Mededeelingen van het Historisch Genootschap, 10 (1897), S. 29–63 (Digitalisat in De Digitale Bibliotheek voor de Nederlandse Letteren)
- Diarium Bd. I, Blätter 158r–209r = Lambregt Abraham van Langeraad, Alexandre-Charles-Philipp Vidier (Hrsg.): Description de Paris de Arnold van Buchell. In: Mémoires de la Société de l’histoire de Paris et de l’Ile-de-France, 26, 1899, S. 59–195
  - (Separatdruck) Paris: [s.n.] 1900
- Diarium Bd. II, Blätter 1r–91r = Iter Italicum (Archivio della R. Società Romana di storia patria 23–24), hrsg. von Rodolfo Lanciano. Tipografia del Senato, Rom 1901
- Diarium Bd. I, Blätter 215v–256r = Hermann Keussen: Die drei Reisen des Utrechters Arnoldus Buchelius nach Deutschland, insbesondere sein Kölner Aufenthalt I. In: Annalen des Historischen Vereins für den Niederrhein insbesondere das Alte Erzbistum Köln, 84, 1907, S. 1–102 (Digitalisat im DjVu-Format; auf Wikisource)
- Diarium Bd. II, Blätter 148v–163v, und Diarium itineris mei Coloniensis (Auswahl) = Hermann Keussen: Die drei Reisen des Utrechters Arnoldus Buchelius nach Deutschland, insbesondere sein Kölner Aufenthalt II./III. In: Annalen des Historischen Vereins für den Niederrhein insbesondere das Alte Erzbistum Köln, 85, 1908, S. 43–90, 90–114 (Digitalisat im DjVu-Format; auf Wikisource)
- Diarium (Auswahl) = Diarium van Arend van Buchell (Werken uitgegeven door het Historisch Genootschap te Utrecht III / 21), hrsg. von Gisbert Brom / Lambregt Abraham van Langeraad, Amsterdam: J. Müller, 1907 (Digitalisat im Internet Archive)
- Diarium (Auswahl) = Res pictoriae. Aanteekeningen over konstenaars en kunstwerken voorkomende in zijn Diarium, Res pictoriae, Notae quotidianae en Descriptio urbis Ultrajectinae (1583–1639). Mit 6 Tafeln (Quellenstudien zur holländischen Kunstgeschichte 15), hrsg. von Godefridus Johannes Hoogewerff / Johan Quirijn van Regterren Altena,'s-Gravenhage: Martinus Nijhoff 1928
- Notae quotidianae van Aernout van Buchell (Werken uitgegeven door het Historisch Genootschap Utrecht 70), hrsg. von Johannes Wilhelmus Canisius van Campen, Utrecht: Kemink en Zoon 1940